# Зализничное (Запорожская область)
Зализничное (укр. Залізничне) — посёлок, Зализничный поселковый совет, Пологовский район, Запорожская область, Украина.
Является административным центром Зализничного поселкового совета, в который не входят другие населённые пункты.

## Географическое положение
Посёлок городского типа Зализничное находится на расстоянии в 2 км от села Староукраинка и в 7-х км от города Гуляйполе.

## История
В 1898 году построена железнодорожная станция.
1937 год — дата основания как село 20-летия Октября.
В ходе Великой Отечественной войны селение находилось под немецкой оккупацией.
В 1960 году переименовано в пгт Зализничное.
В 1989 году численность населения составляла 1069 человек.
На апрель 2023 года численность населения составляла 38 человек.

## Объекты социальной сферы
- Школа.
- Школа-интернат
- Детский сад.
- Фельдшерско-акушерский пункт.

## Транспорт
Через посёлок проходят автомобильная дорога Т-0814 и
железная дорога - станция Гуляйполе.